# Onthophagus aequatus
Onthophagus aequatus är en skalbaggsart som beskrevs av Louis Albert Péringuey 1901. Onthophagus aequatus ingår i släktet Onthophagus och familjen bladhorningar. Inga underarter finns listade i Catalogue of Life.